# Phaulula laevis
Phaulula laevis är en insektsart som först beskrevs av Brunner von Wattenwyl 1878.  Phaulula laevis ingår i släktet Phaulula och familjen vårtbitare. Inga underarter finns listade i Catalogue of Life.